# Choudwar
Choudwar è una suddivisione dell'India, classificata come municipality, di 42.597 abitanti, situata nel distretto di Cuttack, nello stato federato dell'Orissa. In base al numero di abitanti la città rientra nella classe III (da 20.000 a 49.999 persone).

## Geografia fisica
La città è situata a 20° 32' 38 N e 85° 53' 56 E.

## Società

### Evoluzione demografica
Al censimento del 2001 la popolazione di Choudwar assommava a 42.597 persone, delle quali 22.870 maschi e 19.727 femmine. I bambini di età inferiore o uguale ai sei anni assommavano a 4.393, dei quali 2.305 maschi e 2.088 femmine. Infine, coloro che erano in grado di saper almeno leggere e scrivere erano 32.872, dei quali 18.872 maschi e 14.000 femmine.